# 卫辉市
卫辉市位于河南省北部，是新鄉市下辖的一个县级市，太行山东麓。面积882平方公里。市人民政府駐行政路。

## 历史
西汉置汲县。北周时設衛州。隋代开皇六年（586年）县治由汲城村移至今址。唐朝时，汲县属卫州。元朝时属衛輝路。明代、清代属衛輝府，1948年11月7日，中共政权占领汲縣全境，新政府分割部分縣境设卫辉市，1949年併回汲县。1988年撤汲县，设立卫辉市。
2021年7月，河南遭遇特大暴雨袭击，共产主义渠与卫河洪水漫溢，导致卫辉市区全城被洪水围困，水位最深处达1.6米以上，受灾严重。

## 行政区划
卫辉市下辖7个镇、6个乡：
汲水镇、太公镇、孙杏村镇、后河镇、李源屯镇、唐庄镇、上乐村镇、狮豹头乡、安都乡、顿坊店乡、柳庄乡、庞寨乡、城郊乡、原种场、东风农场、苗圃场、农科所和五四农场。

## 人口
根据第七次人口普查数据，截至2020年11月1日零时，卫辉常住人口为476868人。

## 物产
- 矿产资源有煤、铁、铜、麦饭石、大理石等。
- 农产有小麦、玉米、大豆、谷子、棉花、油菜籽、芝麻等。是国家小麦商品粮生产基地，棉花生产中心市。
- 牧业饲养黑山羊。产药材红花。工业以轻纺建材为主。

## 经济
水泥厂在工业总产值中占较大比例。虎头牌钢钳较有名。上乐村空心挂面为名产。

## 交通
京广铁路、京港澳高速公路纵贯南北。

## 名胜古迹

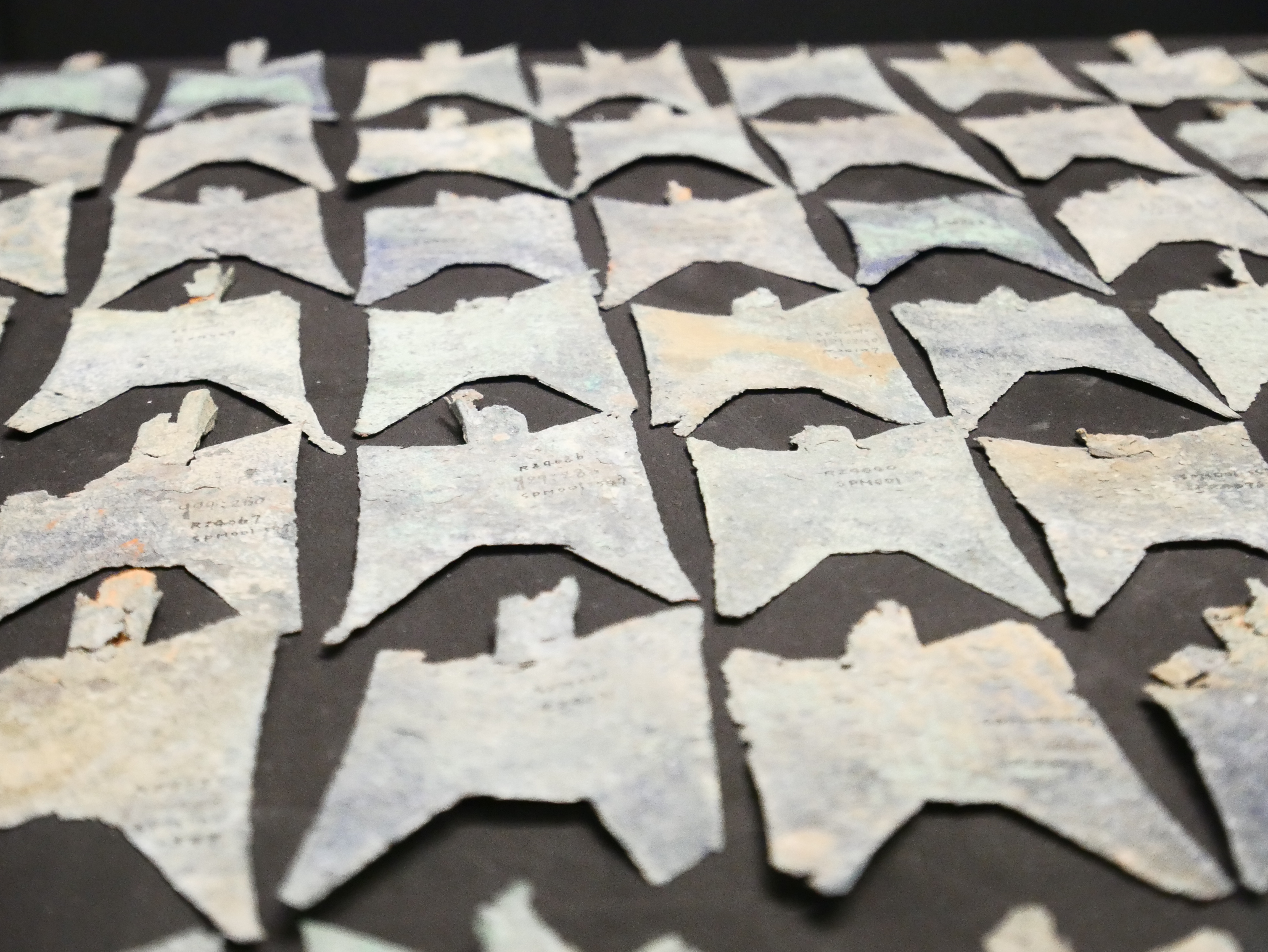
唐莊鎮山彪1號墓出土晉國魏卿空首布

- 比干庙
- 姜太公故里
- 孔子击罄处
- 陀罗尼经幢
- 徐世昌公馆
- 徐世昌水竹村故居
- 袁世凯西关花园
- 望京楼

## 卫辉市市长
下表列出历任卫辉市市长，及其前身汲县县长：

### 汲县
- 汲县抗日民主政府县长（1943.05-1944.12）
  - 尹仲生，河南汲县人，1943年5月-1944年5月在任。
  - 许建业，山西古县人，1944年5月-1944年12月在任。
- 汲淇联合县抗日民主政府（1944.12-1945.08）
  - 巩培基，山西静乐人，1944年12月-1945年6月在任。
  - 李子清，山西平顺人，1945年7月-1945年8月在任。
- 汲淇联合县民主政府（1945.08-1947.03）
  - 李子清，山西平顺人，1945年8月-1945年9月在任。
  - 苏贯之，河北任丘人，1945年9月-1946年3月在任。
  - 李自如，河南汲县人，1946年3月-1947年3月在任。
- 汲县民主政府（1947.03-1949.09）
  - 李自如，河南汲县人，1947年3月-1948年3月在任。
  - 冯秀夫，河北肥乡人，1948年10月-1949年2月在任。
  - 王秉章，河北临城人，1949年2月-1949年9月在任。
- 汲县县政府（1949.10-1950.07）
  - 张天性，河南新乡人，1949年9月-1950年7月在任。
- 汲县人民政府（1950.07-1955.12）
  - 张天性，河南新乡人，1950年7月-1952年7月在任。
  - 段子元，山西武乡人，1953年1月-1955年12月在任。
- 汲县人民委员会（1955.12-文革）
  - 李泰亭，河南汲县人，1955年12月-1961年12月在任。
  - 穆建华，山西昔阳人，1961年12月-1962年5月在任。
  - 席光华，河南孟县人，1962年5月-1964年12月在任。
  - 李树厚，山西黎城人，1964年12月-1967年1月在任。
- 汲县革命委员会（1967.11-1981.04）
  - 席光华，河南孟县人，1967年11月-1970年2月在任。
  - 樊林英，河南修武人，1970年2月-1979年1月在任。
  - 武松根，山西高平人，1979年1月-1981年4月在任。
- 汲县人民政府（1981.04-1988.12）
  - 陈思义，河南博爱人，1981年4月-1982年12月在任。
  - 赵国绅，河南原阳人，1983年1月-1984年4月在任。
  - 赵文生，河南林县人，1984年5月-1986年10月在任。
  - 何东成，河南武陟人，1986年10月-1988年12月在任。

### 卫辉市
- 卫辉市人民政府（1988.12至今）
  - 何东成，河南武陟人，1988年12月-

- - 田俊廷，-2000年
  - 卢湘原，2000年-
  - 张湘衡，-2006年4月在任。
  - 杜新军，2006年4月-2009年1月在任。
  - 王惠民，河南延津人，2009年1月任职。